# Anoectochilus nicobaricus
Anoectochilus nicobaricus là một loài thực vật có hoa trong họ Lan. Loài này được N.P.Balakr. & P.Chakra. mô tả khoa học đầu tiên năm 1978.